# Patrik Ježek
Patrik Ježek (* 28. prosince 1976, Plzeň, Československo) je bývalý český fotbalový záložník a reprezentant do 21 let. Většinu své fotbalové kariéry strávil v Rakousku.
Má dvě dcery - Vanessu a Yvettu, obě se věnovaly tenisu.

## Klubová kariéra
Patrik Ježek zahájil svou fotbalovou kariéru v rodné Plzni, v dresu Viktorie odehrál několik sezón. V roce 1998 přestoupil do klubu FC Tirol Innsbruck z rakouské Bundesligy a v sezónách 1999/00 a 2000/01 slavil s mužstvem ligové tituly. Po krátké anabázi v Austrii Vídeň se vrátil do Innsbrucku a podílel se na zisku dalšího titulu v sezóně 2001/02. V Tirolu působil mj. pod německým trenérem Joachimem Löwem. Tyrolský klub šel poté do konkursu a Ježek přešel do druholigového německéhoho klubu Karlsruher SC.
Podzim 2003 odehrál v české lize za Spartu Praha, pod trenérem Jiřím Kotrbou zasáhl do 11 zápasů (v 6 z nich nastoupil v základní sestavě) a vstřelil 2 góly.
V Rakousku tedy Ježek působil (mimo krátkodobá angažmá v Karlsruhe a ve Spartě) od roku 1998, vytvořil si zde velké renomé. Kromě Innsbrucku a Austrii Vídeň působil ještě v SV Pasching a Salzburgu, v němž strávil čtyři a půl roku a vyhrál další tři ligové tituly. 11. července 2007 v dresu Salzburgu skóroval po deseti sekundách hry do sítě SC Rheindorf Altach, čímž se stal střelcem nejrychlejší branky v historii rakouské fotbalové Bundesligy.

### FC Admira Wacker Mödling
V roce 2010 přestoupil do druholigového rakouského klubu FC Admira Wacker Mödling, když jej přemluvil manažer Herbert Weber. V sezóně 2010/11 mu pomohl k návratu do první ligy. Ježek se stal s 18 góly nejlepším střelcem rakouské druhé ligy a dostal nabídku k pokračování, ačkoli se již chtěl vrátit s rodinou do Plzně.
V povedené sezóně 2011/12 se Patrik Ježek jedenáctkrát zapsal mezi střelce, čímž si zabezpečil celkové 6. místo mezi kanonýry rakouské ligy (s třígólovou ztrátou na vedoucí duo Jakob Jantscher a Stefan Maierhofer ze Salzburgu). Admira skončila v ligové tabulce na konečném 3. místě, což byl pro tento klub velký úspěch. Na podzim 2011 se český hráč stal legionářem s nejvíce starty v rakouské nejvyšší lize, když překonal Poláka Jerzy Brzeczka s 306 odehranými utkáními.
V odvetě 2. předkola Evropské ligy 2012/13 přispěl k výhře svého klubu na domácí půdě 2 góly proti litevskému celku Žalgiris Vilnius. 35letý český fotbalista nejprve ve 14. minutě zvýšil z pokutového kopu na 2:0, poté v 52. minutě střelou ke vzdálenější tyči vstřelil čtvrtou branku domácího mužstva. V 62. minutě byl vystřídán, Admira zvítězila přesvědčivě čtyřgólovým rozdílem a po výsledcích 1:1 venku a 5:1 doma postoupila do třetího předkola, kde narazila na Ježkův bývalý klub - Spartu Praha. Admira prohrála první domácí zápas 0:2 a v Praze uhrála remízu 2:2. Patrik Ježek nastoupil pouze v prvním zápase, Admira Mödling v evropské pohárové sezóně 2012/13 skončila. Tato sezóna byla zároveň pro Patrika Ježka poslední, na konci této sezóny ukončil ve 36 letech fotbalovou kariéru.

## Reprezentační kariéra
Patrik Ježek nastoupil za českou reprezentaci do 17 let ke 4 utkáním (1 remíza, 3 prohry, 0 vstřelených gólů) a za reprezentaci do 18 let také ke 4 zápasům (2 výhry, 1 remíza, 1 prohra, 0 vstřelených gólů).
Za českou reprezentaci do 21 let odehrál 7 utkání (bilance 3 výhry, 2 remízy, 2 prohry), v nichž se jednou střelecky prosadil.
Gól Patrika Ježka za českou reprezentaci do 21 let 
| Gól | Datum       | Stadion           | Soupeř   | Skóre (min.) | Výsledek | Soutěž           |
| --- | ----------- | ----------------- | -------- | ------------ | -------- | ---------------- |
| 010 | 28. 5. 1996 | Braunau, Rakousko | Rakousko | 00:5 0(88.)  | 0:5      | přátelské utkání |

## Úspěchy

### Klubové
FC Tirol Innsbruck
- 3× vítěz rakouské fotbalové Bundesligy (1999/00, 2000/01, 2001/02)[3]

FC Red Bull Salzburg
- 3× vítěz rakouské fotbalové Bundesligy (2006/07, 2008/09, 2009/10)[3][2]